# 湖南商务职业技术学院
湖南商务职业技术学院（英語：Hunan Vocational College of Commerce）位于湖南省长沙市岳麓区雷锋大道335号，是湖南省一所高等专科大学。

## 历史
1950年，湖南省建立了“湖南商务职业技术学院”，是中华人民共和国早期商务学校中的一员。

## 学校院系
湖南商务职业技术学院具有5个系，3个部，开设了25个专业。
- 院系：经济贸易系、经营管理系、会计系、人文与旅游系、电子信息技术系[2]
- 院部：思想政治理论课部、实训部、体育部[2]

## 学校文化

### 校训
厚德明志 、立信强能 

### 校风
求真务实、进取创新 

### 教风
博学严谨、敬业爱生

### 学风
勤学好思、知行合一

## 学校建筑
湖南商务职业技术学院有一座52万册图书的图书馆；校内实训室69个；校外实训基地127家。

## 脚注
1. ↑  “厚德”出自《易经》：“地势坤，君子以厚德载物。”；“明志”出自三国蜀国诸葛亮《诫子书》：“非淡泊无以明志，非宁静无以致远”。
2. ↑  “立信”出自《论语》：“自古皆有死，人无信不立。”